# Kelz
Kelz is een plaats in de Duitse gemeente Vettweiß, deelstaat Noordrijn-Westfalen, en telt 1143 inwoners (2007).